# Bestuurlijk Platform Zuidvleugel
Het Bestuurlijk Platform Zuidvleugel is een bestuurlijk samenwerkingsverband in de Zuidvleugel van de Randstad.
Het BPZ bestaat uit:
- De provincie Zuid-Holland
- De regio's Haaglanden, Rotterdam, Holland Rijnland, Drechtsteden en Midden-Holland
- De gemeenten Rotterdam en Den Haag

Het bestuur wordt gevormd door vertegenwoordigers van de deelnemende partners, onder voorzitterschap van de commissaris van de Koningin Jan Franssen. Het BPZ kan geen besluiten nemen in plaats van de provincie of van de andere overheden. 
Eén van de initiatieven van het BPZ is het programma Stedenbaan.